# Othmar Matzke

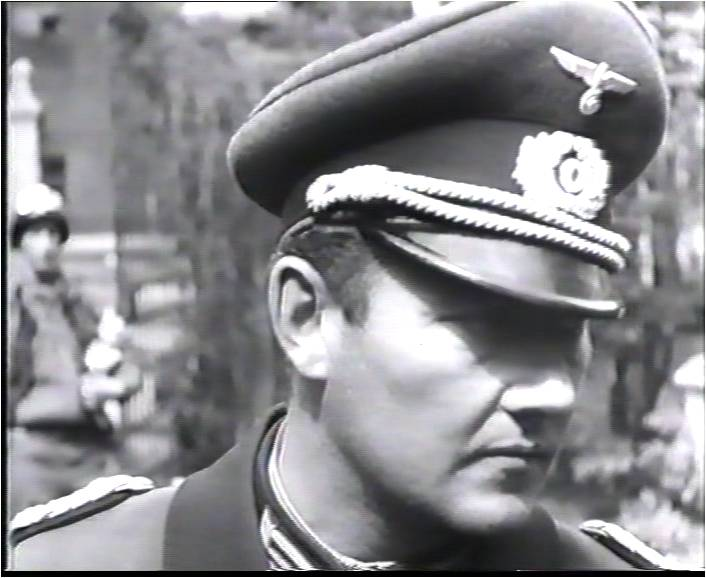
Othmar Matzke am Tag der Kapitulation, 27. April in Regensburg

Othmar Matzke (* 30. März 1914 in Bärnkopf in Niederösterreich; † 16. Januar 1999 in Mautern an der Donau) war ein Major der Wehrmacht und Ritterkreuzträger.

## Leben
Othmar Matzke wurde als Sohn eines Lehrers in Bärnkopf geboren. Nach der Volksschule wechselte er nach Krems an der Donau an die Realschule und maturierte dort im Jahre 1932. Im folgenden Jahr besuchte er kurz die Technische Hochschule Wien. Im November 1933 trat Matzke in Krems den Dienst beim Infanterieregiment Nr. 6 an. Ein Jahr später besuchte er die Militärakademie in Wien, die er 1937 als Leutnant verließ, um nach Melk an der Donau in das Pionierbataillon zu wechseln.

### Eintritt in die Wehrmacht
Nach dem sogenannten Anschluss Österreichs im März 1938 wurde Matzke in die Wehrmacht übernommen. 1939 stellte er als Oberleutnant in Krems und Melk je eine Pionierkompanie auf.
Als Kompaniechef nahm Matzke 1940 am Feldzug gegen Frankreich und 1941 gegen die Sowjetunion teil. Im Winter 1941/1942 absolvierte er in München einen Bataillonsführerlehrgang. 1942 und 1944 war er wieder an der Ostfront. Als Kommandeur des Pionierbataillons 211 der 211. Infanterie-Division bekam Matzke im Rang eines Majors von Generalleutnant Heinrich Eckhardt am 16. November 1944 das Ritterkreuz verliehen. Der Anlass hierfür war ein nächtlicher Einsatz im Nah- und Häuserkampf.
Zum Jahresanfang 1945 wurde Matzke nach Regensburg abkommandiert und zum Stellvertreter der dortigen Pionierschule ernannt. Mitte April 1945 wurde er zum taktischen Führungsgehilfen, dem sogenannten Ia-Offizier, der Regensburger Kampfkommandanten bestellt, als die Stadt auf Anweisung von Gauleiter Ludwig Ruckdeschel bis zum letzten Stein verteidigt werden sollte.

### Matzkes Rolle bei der Kapitulation Regensburgs
Am 26. April verließen Wehrmachts-Einheiten und der Kampfkommandant Hans Hüsson die Stadt Regensburg in Richtung Südosten. Ein entsprechender Rückzugsbefehl ist nicht überliefert, das Oberkommandos der Wehrmacht hat laut dem Militärhistoriker Joachim Brückner seinen vorgängigen Befehl, die Stadt zu verteidigen, jedenfalls nicht aufgehoben. Major Othmar Matzke, der ranghöchste und entgegen der allgemeinen Rückzugslage in der Stadt verbliebene Offizier, schickte daraufhin in den Morgenstunden des 27. April in Absprache mit Oberbürgermeister Otto Schottenheim Generalmajor a. D. Leythäuser als Parlamentär zu den US-amerikanischen Truppen. Dieser bot eine bedingungslose Kapitulation an und daraufhin wurde Regensburg kampflos, ohne weitere Zerstörungen und Todesopfer an die 3. US-Armee übergeben.

### Nach dem Kriegsende
Nach dem Kriegsende ging Matzke in US-amerikanische Gefangenschaft in ein Internierungslager in Kreuznach. Die Kapitulation in Regensburg wurde ihm von anderen Wehrmachtsangehörigen als unehrenhaftes Entfernen von der Truppe ausgelegt. Nach seiner Freilassung kehrte er nach Österreich zurück, wo er als Zivilist lebte.

### Kapitulation Regensburgs in der lokalgeschichtlichen Überlieferung
Über die Frage, wie die Kapitulation, das Ende der Kampfhandlungen und die kampflose Übergabe der Stadt an die US-Truppen zustande kam, herrscht in den Regensburger Überlieferungen bislang keine Einigkeit, zumal die historische Forschung die letzten Kriegstage nicht eigens behandelte. Hinzu kommt, dass der ehemalige Oberbürgermeister und SS-Brigadeführer Otto Schottenheim im Entnazifizierungsprozess 1948 als „Hauptschuldiger“ angeklagt wurde, und er zu seiner Verteidigung in Anspruch nahm, die Stadt unter Todesgefahr übergeben bzw. gerettet zu haben.
In den darauf folgenden Jahrzehnten reklamierte Schottenheim in vielzähligen Berichten der Lokalpresse die Verschonung der Stadt wiederholt als sein Verdienst. Erst nach dem Tod Schottenheims am 2. September 1980 wurde seine Rolle massiv bestritten und auf die von Othmar Matzke hingewiesen.
Ein anderes Erklärungsmuster besagt, dass der Domprediger Johann Maier sein Leben für die Erhaltung der Stadt opferte. Allerdings konnte auch nach vielen Jahren der Recherche keine kausale Verbindung zwischen der Hinrichtung Maiers und dem Ende der Kampfhandlungen gefunden werden.
Im Jahre 1984 meldete sich überraschend der ehemalige Wehrmachtsmajor und Zeitzeuge Robert Bürger mit einem Aufsatz zu Wort und reklamierte die Bewahrung Regensburg vor der Zerstörung zum Kriegsende als sein Verdienst. Bürgers Schilderung, wonach er nach einem Geistesblitz den Abzug der Kampftruppen aus Regensburg persönlich geleitet und, unter einer gewissen Beihilfe Schottenheims, die Stadt somit gerettet hatte, ging daraufhin in die lokalhistorische Literatur ein.
Im Februar 1985 interviewten Werner Chrobak und der Regensburger Stadtarchivar Heinrich Wanderwitz Matzke zu den letzten Kriegstagen in Regensburg und befragten ihn auch zu den Ausführungen und der Rolle Bürgers. Matzke bestritt dabei Bürgers Angaben und dessen Präsenz vor Ort grundsätzlich. Das Interview wurde auf Tonband dokumentiert, die 90-seitige verschriftlichte Form der Aufzeichnung war bis Ende 2012 verschollen.
Die Darstellungen Bürgers wurden in Presseberichten erstmals zehn Jahre später von Matzke öffentlich bestritten.
Erst eine ausführliche Revision der Darstellung Bürgers aus dem Jahr 2012 kommt zu dem Ergebnis, dass es sich dabei um eine subjektive und eigennützige Schilderung eines Zeitzeugen handle, die durch keine verlässliche Quellenbasis gesichert sei. Bürger habe seine schriftlichen Beweismittel vielmehr selbst verfasst. Die Revision kommt weiter zu dem Resultat, dass es großenteils das Verdienst Matzkes sei, die Kapitulation und kampflose Übergabe der Stadt in die Wege geleitet zu haben.